# Spathoglottis umbraticola
Spathoglottis umbraticola là một loài thực vật có hoa trong họ Lan. Loài này được Garay miêu tả khoa học đầu tiên năm 1999.